# Insects (film)
Pour plus de détails, voir Fiche technique et Distribution.
Glass Trap, ou L'Attaque des fourmis géantes lors de sa diffusion télévisée, est un film de monstre de science-fiction américain sorti en 2005 et réalisé par Fred Olen Ray, crédité sous le pseudonyme d'Ed Raymond, avec C. Thomas Howell et Stella Stevens. 

## Synopsis
Des plantes sont livrées dans un immeuble de bureaux dans lequel se croisent le personnel de sécurité, le personnel d'entretien, la rédactrice en chef d'un magazine de mode et son assistante, un photographe et ses modèles, et un espion industriel. Cependant des fourmis géantes carnivores se sont cachées dedans et veulent les attaquer. En parallèle, une fonctionnaire du Ministère de l'Agriculture enquête sur un lot de plantes suspectes dans une pépinière, et apprend qu'on a retrouvé le cadavre d'un employé disparu plus tôt.

## Distribution
- C. Thomas Howell : Curtis
- Siri Baruc : Sharon
- Stella Stevens : Joan Highsmith
- Brent Huff : Dennis
- Andrew Prine : le shériff Ed
- Chick Vennera : Paolo
- Martin Kove : Corrigan
- Tracy Brooks Swope (VF : Blanche Ravalec) : Elizabeth
- Peter Spellos (en) : Howard Brunel
- Whitney Sloan (en) : Carly
- John Clement : Jack Warner
- Ron Harper : Henry « Hank » Conlon

## Édition vidéo
Insects est sorti sur DVD chez First Look Pictures (en) le 2 août 2005.  

## Accueil
David Cornelius de eFilmCritic donne 2/5 étoiles au film, écrivant : « Comme beaucoup de films en direct-to-video, Glass Trap fera l'affaire pour ceux qui louent ce genre de choses. Il est inoffensif dans sa stupidité, indolore dans sa présentation. « Hé, regardez le nombre de fausses fourmis qu'on montre à l'écran ». Mais ce n'est pas très amusant non plus. ». Chris Hartley de Video Graveyard note le film 1,5 sur 4 étoiles, critiquant les dialogues, la faible qualité des effets spéciaux et les tentatives d'humour râtées.